# Ceropegia hookeri
Ceropegia hookeri là một loài thực vật có hoa trong họ La bố ma. Loài này được C.B.Clarke ex Hook.f. mô tả khoa học đầu tiên năm 1883.